# Campionato francese di rugby a 15 1998-1999
Il Campionato francese di rugby a 15 1998-1999  è stato vinto per la 15sima volta dallo Stade toulousain che ha battuto in finale l'AS Montferrand, alla sua sesta sconfitta in sei finali.

## Formula
Partecipano 24 squadre divise in 3 poule di 8. Passano alla poule per il titolo le prime 5 di ogni girone e la miglior sesta. Le altre disputano la poule salvezza.
Secondo turno con 16 squadre divise in 4 gironi. Le prime 2 di ogni poule ai playoff
Per la salvezza 2 due gironi di 4. L'ultima di ogni girone retrocede.

## Fase eliminatoria
Cinque le neopromosse (la competizione è stata allargata da 20 a 24 squadre) : FC Auch, Aurillac, RC Nimes, CA Périgueux et le racing Club de France. Le Montpellier RC.
| Pos | Squadra              | Punti |
| --- | -------------------- | ----- |
| 1   | Stade français Paris | 34    |
| 2   | Biarritz olympique   | 34    |
| 3   | RC Narbonne          | 32    |
| 4   | Castres olympique    | 32    |
| 5   | CS Bourgoin-Jallieu  | 29    |
| 6   | RC Toulon            | 28    |
| 7   | Stade aurillacois    | 21    |
| 8   | RC Nimes             | 14    |

| Pos | Squadra            | Punti |
| --- | ------------------ | ----- |
| 1   | USA Perpignan      | 34    |
| 2   | AS Montferrand     | 33    |
| 3   | SU Agen            | 32    |
| 4   | US Dax             | 31    |
| 5   | CA Bègles-Bordeaux | 29    |
| 6   | AS Béziers         | 28    |
| 7   | FC Auch            | 20    |
| 8   | RRC Nice           | 17    |

| Pos | Squadra               | Punti |
| --- | --------------------- | ----- |
| 1   | Stade toulousain      | 38    |
| 2   | CA Brive              | 36    |
| 3   | Section paloise       | 33    |
| 4   | FC Grenoble           | 30    |
| 5   | US Colomiers          | 26    |
| 6   | CA Périgueux          | 23    |
| 7   | Racing club de France | 20    |
| 8   | Stade rochelais       | 18    |

Il Toloun viene considerato come miglior sesta a parità di punti con Béziers per il minor numero di "cartellini rossi" nel torneo.

## Seconda fase
Le prime due di ogni girone passano ai quarti di finale
| Pos | Squadra             | Punti |
| --- | ------------------- | ----- |
| 1   | Stade toulousain    | 15    |
| 2   | CS Bourgoin-Jallieu | 13    |
| 3   | Biarritz olympique  | 10    |
| 4   | SU Agen             | 10    |

| Pos | Squadra              | Punti |
| --- | -------------------- | ----- |
| 1   | US Colomiers         | 16    |
| 2   | Stade français Paris | 12    |
| 3   | RC Narbonne          | 10    |
| 4   | Section paloise      | 10    |

| Pos | Squadra            | Punti |
| --- | ------------------ | ----- |
| 1   | CA Bègles-Bordeaux | 14    |
| 2   | Castres olympique  | 14    |
| 3   | USA Perpignan      | 12    |
| 4   | US Dax             | 8     |

| Pos | Squadra        | Punti |
| --- | -------------- | ----- |
| 1   | AS Montferrand | 14    |
| 2   | FC Grenoble    | 12    |
| 3   | RC Toulon      | 12    |
| 4   | CA Brive       | 10    |

Il Grenoble viene classificato al secondo posto a parità di punti con il Toulon per il minor numero di "cartellini rossi" nel torneo.

## Quarti di finale
(In grassetto le qualificate alle semifinali)
| Date   | Squadra 1          | Squadra 2            | Risultati |
| ------ | ------------------ | -------------------- | --------- |
| 15 mai | CA Bègles-Bordeaux | CS Bourgoin-Jallieu  | 8-14      |
| 15 mai | Stade toulousain   | Stade français Paris | 51-19     |
| 16 mai | AS Montferrand     | Castres olympique    | 36-31     |
| 16 mai | US Colomiers       | FC Grenoble          | 26-28     |

## Semifinali
(In grassetto le qualificate alla finale)
| Date   | Squadra 1        | Squadra 2           | Risultati |
| ------ | ---------------- | ------------------- | --------- |
| 22 mai | AS Montferrand   | FC Grenoble         | 26-17     |
| 22 mai | Stade toulousain | CS Bourgoin-Jallieu | 26-17     |

## Finale
| Arbitro: | Gérard Borreani |

| |            | |
| mete: Stensness Desbrosse trasf.: Marfaing c.p.: Marfaing | Marcatori  | mete: Nadau c.p.:Merceron |
| Titolari : Christian Califano, Yannick Bru, Franck Tournaire, Fabien Pelous, Franck Belot, Didier Lacroix, Christian Labit, Sylvain Dispagne, Jérôme Cazalbou, Lee Stensness, Michel Marfaing, Émile N'Tamack, Cédric Desbrosse, Xavier Garbajosa, Stéphane Ougier Sostituti : Hugues Miorin, Jean-Louis Jordana, Pierre Bondouy, Matthieu Lièvremont, Christophe Deylaud, jérôme Fillol, Patrick Soula | Formazioni | Titolari : Emmanuel Menieu, Olivier Azam, Fabrice Heyer, David Barrier, Christophe Sarraute, Arnaud Costes, Jean-Marc Lhermet, David Courteix, Stéphane Castaignède, Gérald Merceron, David Bory, Tony Marsh, Jérôme Morante, Jimmy Marlu, Nicolas Nadau Sostituti : Christophe Larrue, Éric Nicol, Olivier Toulouze, Jérôme Bonvoisin, Olivier Merle, Patrick Laurent-Varange, Christophe Duchêne |

## Poule Salvezza
| Pos | Squadra               | Punti |
| --- | --------------------- | ----- |
| 1   | FC Auch               | 14    |
| 2   | Racing club de France | 14    |
| 3   | RC Nimes              | 10    |
| 4   | AS Béziers            | 10    |

| Pos | Squadra           | Punti |
| --- | ----------------- | ----- |
| 1   | Stade aurillacois | 15    |
| 2   | CA Périgueux      | 11    |
| 3   | Stade rochelais   | 9     |
| 4   | RRC Nice          | 5     |